# Casino - Club de Ritme
El Casino de Granollers - Club de Ritme és una associació sense ànim de lucre, actualment organitza classes de ball, de pintura, ioga, Tai Chi, ballades setmanals i altres esdeveniments de caràcter social.

## Història
El llavors anomenat Casino de Granollers es va fundar el 1880 com a centre cultural i recreatiu. El nucli original de fundadors van ser les famílies notables i benestants de Granollers. Va néixer amb una voluntat apolítica per dur a terme activitats de caràcter cultural i social, com ball, teatre i cinema. La seu del casino tenia sala de ball, de billar, un teatre i un cafè. Durant els primers anys les activitats principals van ser les representacions de teatre, tant de companyies professionals com de companyies d'aficionats.
Va tenir un paper molt important en la introducció del cinema a la ciutat, ja que el 1905 es va instal·lar un dels primers projectes de cinema de la ciutat. Durant la guerra civil es va aturar l'activitat i va passar a ser la seu de les Joventuts Socialistes. Després de la guerra es va tornar a obrir tot i els danys soferts per l'edifici i amb una activitat irregular i intermitant.
Les dificultats econòmiques del Casino van afavorir la fusió de l'entitat amb el Club de Ritme l'any 1958, passant-se a anomenar Casino de Granollers - Club de Ritme.